# Kris Boeckmans
Kris Boeckmans (Malle, 13 februari 1987) is een Belgisch voormalig wielrenner.

## Carrière
In juli 2009 werd hij Europees kampioen bij de beloften. Hij won als stagiair bij Lotto in september 2009 de Schaal Sels in Merksem. 
In 2010 won hij een etappe in de Driedaagse van West-Vlaanderen, waar hij tweede werd in de eindstand, na Jens Keukeleire.
2015 was zijn doorbraakjaar met 9 UCI-zeges. Hier kwam in augustus 2015 een einde aan toen, in de achtste etappe van de Ronde van Spanje Boeckmans zwaar ten val kwam, waarna hij een tijd in een kunstmatige coma werd gehouden, en nadien een lange revalidatie volgde. Boeckmans haalde hierna niet meer het niveau van daarvoor.

## Overwinningen
2008
GP Stad Vilvoorde
1e etappe deel B Ronde van Navarra
2009
3e etappe Triptyque des Monts et Châteaux
Eind- en puntenklassement Triptyque des Monts et Châteaux
 Europees kampioen op de weg, Beloften
Schaal Sels
2010
3e etappe Driedaagse van West-Vlaanderen
5e etappe Ster Elektrotoer
2015
1e etappe Ster van Bessèges
Le Samyn
Nokere Koerse
1e en 3e etappe Ronde van Picardië
Eindklassement Ronde van Picardië
2e etappe World Ports Classic
Eind- en puntenklassement World Ports Classic
Gullegem Koerse

## Resultaten in voornaamste wedstrijden
| Jaar | Ronde van Italië | Ronde van Frankrijk | Ronde van Spanje |
| ---- | ---------------- | ------------------- | ---------------- |
| 2010 |                  |                     |                  |
| 2011 |                  |                     |                  |
| 2012 |                  | 115e                |                  |
| 2013 |                  | opgave              |                  |
| 2014 |                  |                     |                  |
| 2015 |                  |                     | opgave           |
| 2016 |                  |                     |                  |
| 2017 |                  |                     |                  |
| 2018 |                  |                     |                  |
| 2019 |                  |                     |                  |
| 2020 |                  |                     |                  |

| Jaar | Milaan-San Remo | Gent-Wevelgem | Ronde van Vlaanderen | Parijs-Roubaix | Brussels Cycling Classic | Scheldeprijs |  | Wereldranglijsten |
| ---- | --------------- | ------------- | -------------------- | -------------- | ------------------------ | ------------ |  | ----------------- |
| 2010 |                 |               |                      |                |                          | 7e           |  |                   |
| 2011 |                 |               |                      |                |                          |              |  |                   |
| 2012 | 50e             | 71e           | 93e                  | buit.tijd      | 184e                     | 25e          |  | 218e (UWT)        |
| 2013 | opgave          | opgave        | 115e                 | 57e            | 21e                      | 108e         |  |                   |
| 2014 |                 | opgave        | opgave               | opgave         | 140e                     | 94e          |  | 188e (UWT)        |
| 2015 | opgave          |               |                      |                |                          |              |  | 208e (UWT)        |
| 2016 |                 |               |                      |                | 23e                      | 66e          |  |                   |
| 2017 |                 |               |                      |                |                          |              |  |                   |
| 2018 |                 | 147e          |                      |                |                          | uitgesl.     |  |                   |
| 2019 |                 |               | opgave               | 97e            | 153e                     | 6e           |  |                   |
| 2020 |                 |               |                      |                |                          | 158e         |  |                   |

## Ploegen
2009 –  Silence-Lotto (stagiair vanaf 1 augustus)
2010 –  Topsport Vlaanderen-Mercator
2011 –  Topsport Vlaanderen-Mercator
2012 –  Vacansoleil-DCM Pro Cycling Team
2013 –  Vacansoleil-DCM Pro Cycling Team
2014 –  Lotto-Belisol
2015 –  Lotto Soudal
2016 –  Lotto Soudal
2017 –  Lotto Soudal
2018 –  Vital Concept Cycling Club
2019 –  Vital Concept-B&B Hotels
2020 –  B&B Hotels-Vital Concept p/b KTM

## Onderscheidingen
Beste Jongere Kristallen Fiets: 2009
Wielerploegen van Kris Boeckmans
Aerts · Brandt · Cretskens · De Greef · Dehaes · Dekker · Delage · D'Hollander · Dockx · Elijzen · Evans  · Gardeyn · Gilbert · Hoste · Jacobs · Kaisen · Lang · Ljungblad · Lloyd · Roelandts · Scheirlinckx · Sentjens · Stubbe · Van Avermaet · Van den Broeck · Vanendert · Vansummeren · Wegelius · Blythe (stagiair) · Boeckmans (stagiair) · Eijssen (stagiair)
Armée · Baugnies · Boeckmans · Coenen · De Gendt · De Ketele · Jacobs · G.Joseph · S.Joseph · Lodewyck · Mertens · Neirynck · Neyens · Steurs · Van Hecke · Van Staeyen · Van Vooren · Vanmarcke · Vandewalle · Vanspeybrouck · Jodts (stagiair) · Serry (stagiair) · Wallays (stagiair)
Armée · Baugnies · Boeckmans · Coenen · Cornu · De Ketele · De Vreese · Jacobs · Jodts · G.Joseph · S.Joseph · Mertens · Neirynck · Salomein · Serry · Steurs · Van Hecke · Van Staeyen · Van Vooren · Vanspeybrouck · Wallays · Waeytens (stagiair) 
Boeckmans ·
Carrara · 
De Gendt · 
Denifl ·
Devolder · 
Feillu · 
Hoogerland ·
van Hummel ·
Keizer ·
Lagoetin ·
Larsson · 
Leukemans ·
Ligthart ·
Lindeman ·
Marcato ·
Marczyński ·
Markus ·
Mol · 
Morajko · 
Mortensen ·
Novikov ·
Pavarin ·
Poels ·
Ruijgh ·
Selvaggi · 
Valls · 
Van Impe ·
Veuchelen · 
Westra ·
Hamelink (stagiair) ·
Kreder (stagiair) · 
Lammertink (stagiair) · 
Wauters (stagiair)
Boeckmans ·
Bole ·
De Gendt ·  
Feillu · 
Flecha · 
Hoogerland ·
van Hummel ·
Keizer ·
Kreder ·
Lagoetin ·
Lammertink · 
Leukemans ·
Ligthart ·
Lindeman ·
Marcato ·
Marczyński ·
Markus ·
Mol · 
Novikov ·
Poels ·
B. van Poppel · 
D. van Poppel · 
Ruijgh ·
Rujano (tot 30/06) ·
Selvaggi · 
Valls · 
Veuchelen · 
Wauters ·
Westra
Armée · Bak · Boeckmans · Breen · Broeckx · De Bie · Debusschere · De Clercq · Dehaes · Dockx · Gallopin · Greipel · Hansen · Henderson · Kaisen · Ligthart · Monfort · Roelandts · Sieberg · Vallée · Van den Broeck · Van der Sande · D. Vanendert · J. Vanendert · Van Genechten · Vervaeke · Wellens · Willems · Benoot (stagiair) · Meurisse (stagiair) · Naesen (stagiair)
Armée · Bak · Benoot · Boeckmans · Breen · Broeckx · De Buyst · De Bie · Debusschere · De Clercq · De Gendt · Dehaes · Dockx · Gallopin · Greipel · Hansen · Henderson · Ligthart · Monfort · Roelandts · Sieberg · Vallée · Van den Broeck · Van der Sande · D.Vanendert · J.Vanendert · Vervaeke · Wellens · Frison (stagiair) · Van Gestel (stagiair) · Van Rooy (stagiair)
Armée · Bak · Benoot · Boeckmans · Broeckx · De Buyst · De Bie · De Clercq · De Gendt · Debusschere · Dockx · Frison · Gallopin · Greipel · Hansen · Henderson · Ligthart · Marczyński · Monfort · Roelandts · Sieberg · Valls · Van der Sande · Vanendert · Vervaeke · Wallays · Wellens · Deltombe (stagiair) · Goolaerts (stagiair) · Shaw (stagiair)
Armée · Bak · Benoot · Boeckmans · De Bie · De Buyst · De Clercq · De Gendt · Debusschere · Frison · Gallopin · Greipel · Hansen · Hofland · Maes · Marczyński · Mertz · Monfort · Roelandts · Shaw · Sieberg · Valls · Van der Sande · Vanendert · Vervaeke · Wallays · Wellens · Wouters · Leysen (stagiair) · Planckaert (stagiair) · Van Gompel (stagiair)
Bagot · Boeckmans · Coquard · Corbel · Courteille · De Backer · Ermenault · Fournier · Garel · Lammertink · Le Bon · Lecroq · Manzin · Morice · Mottier · Müller · Pacher · Reza · Turgis · Van Genechten